# آلبرت کتلبی
آلبرت ویلیام کتلبی (به انگلیسی: Albert William Ketèlbey)‏ ‎/kəˈtɛlbi/‎‏ (۹ اوت ۱۸۷۵–۲۶ نوامبر ۱۹۵۹) آهنگ‌ساز کلاسیک، رهبر ارکستر و نوازندهٔ پیانو انگلیسی بود.

## زندگی‌نامه
آلبرت ویلیام کتلبی در منطقهٔ بیرمنگام انگلستان به دنیا آمد. در یازده‌سالگی یک سونات برای پیانو نوشت که ستایش ادوارد الگار را به همراه داشت. حضورش در کالج ترینیتی موسیقی در لندن باعث شد که استعدادش شکوفا شود به‌ویژه در الهام گرفتن از موسیقی شرقی، به نحوی که به علامت تجاری او تبدیل شد. گرچه به اثبات نرسیده ولی شایع است که وی نخستین آهنگساز میلیونر انگلیسی است. موسیقی کتلبی بارها از رادیوی کشورهای مختلف پخش می‌شود و در یک نظرسنجی در سال ۲۰۰۳ توسط رادیو بی‌بی‌سی آهنگ زنگ‌ها در سراسر مرغزار به‌عنوان بهترین آهنگ توسط شنوندگان انتخاب شد.
از قطعه‌های برجستهٔ او در بازار ایرانی (یا در بازار پارسی) است. برخی دیگر از آثار مهم کتلبی: در باغ صومعه، در زیر نور مهتاب، در سرزمین عرفانی مصر و گرگ و میش ایتالیایی هستند.